# Mistrovství světa v šachu žen 1930
Druhý turnaj mistrovství světa v šachu žen proběhl v červenci v roce 1930 v Hamburku. Turnaj uspořádala FIDE v rámci 3. šachové olympiády. Zúčastnilo se 5 šachistek z 5 zemí (Rakousko, Anglie, Německo, Československo, Švédsko) a každá s každou odehrály dvě partie. Po polovině turnaje vedla Paula Wolf-Kalmarová s jednobodovým náskokem, když obhájkyně Věra Menčíková prohrála s W. Henschelovou. Ve druhé polovině turnaje získala Menčíková plný počet bodů a titul obhájila. Zvítězila se ziskem 6,5 bodu o bod před Wolf-Kalmarovou a dva body před Henschelovou.

## Tabulka
| č. | Šachistka            | Země           | 1 | 1 | 2 | 2 | 3 | 3 | 4 | 4 | 5 | 5 |  | + | − | = | Body | Pořadí |
| -- | -------------------- | -------------- | - | - | - | - | - | - | - | - | - | - |  | - | - | - | ---- | ------ |
| 1  | Věra Menčíková       | Československo |   |   | ½ | 1 | 0 | 1 | 1 | 1 | 1 | 1 |  | 6 | 1 | 1 | 6½   | 1      |
| 2  | Paula Wolf-Kalmarová | Rakousko       | ½ | 0 |   |   | 1 | 0 | 1 | 1 | 1 | 1 |  | 5 | 2 | 1 | 5½   | 2      |
| 3  | Wally Henschelová    | Německo        | 1 | 0 | 0 | 1 |   |   | 1 | 1 | 0 | ½ |  | 4 | 3 | 1 | 4½   | 3      |
| 4  | Katarina Beskowová   | Švédsko        | 0 | 0 | 0 | 0 | 0 | 0 |   |   | 1 | 1 |  | 2 | 6 | 0 | 2    | 4      |
| 5  | Agnes Stevensonová   | Anglie         | 0 | 0 | 0 | 0 | 1 | ½ | 0 | 0 |   |   |  | 1 | 6 | 1 | 1½   | 5      |